# Кадыкёй
Кадыкёй (тур. Kadıköy) — район Стамбула (Турция), расположенный в анатолийской части города на северном берегу Мраморного моря. Ранее на этом месте находился древнегреческий и византийский город Халкидон.
Современное названия переводится как «деревня кадия». Считается, что в своё время османский султан даровал эту территорию как надел первому кадию завоёванного Стамбула.

## Транспорт
Главный терминал Хайдарпаша Турецкой государственной железной дороги расположен недалеко от центра Кадыкёя, обслуживает восточные и южные международные, внутренние и региональные поезда. Терминал закрыт из-за инфраструктурных работ в 2013 году. Терминал Хайдарпаша был открыт в 1908 году как конечная остановка железных дорог Стамбул-Багдад и Стамбул-Дамаск-Медина.
Железнодорожная станция Сёгютлючешме, следующая станция после терминала Хайдарпаша, является конечной остановкой линии метробуса на европейской стороне Стамбула.
Линия М4 Стамбульского метро работает от станции Кадыкёй до Тавшантепе ежедневно с 6:00 до 23:57.

## Достопримечательности
На территории района действует Халкидонская митрополия Константинопольского патриархата, в состав которой входит несколько действующих православных храмов. Именно здесь в 451 году проходил IV вселенский собор.
В районе также расположены парк Мода, самое большое и старое кладбище Стамбула, парки Фенербахче и Джаддебостан, музей Газхане, вокзал Хайдарпаша, рыбный рынок.

## Спорт
В районе базируется известный футбольный клуб «Фенербахче» и расположена его домашняя арена.

## Галерея

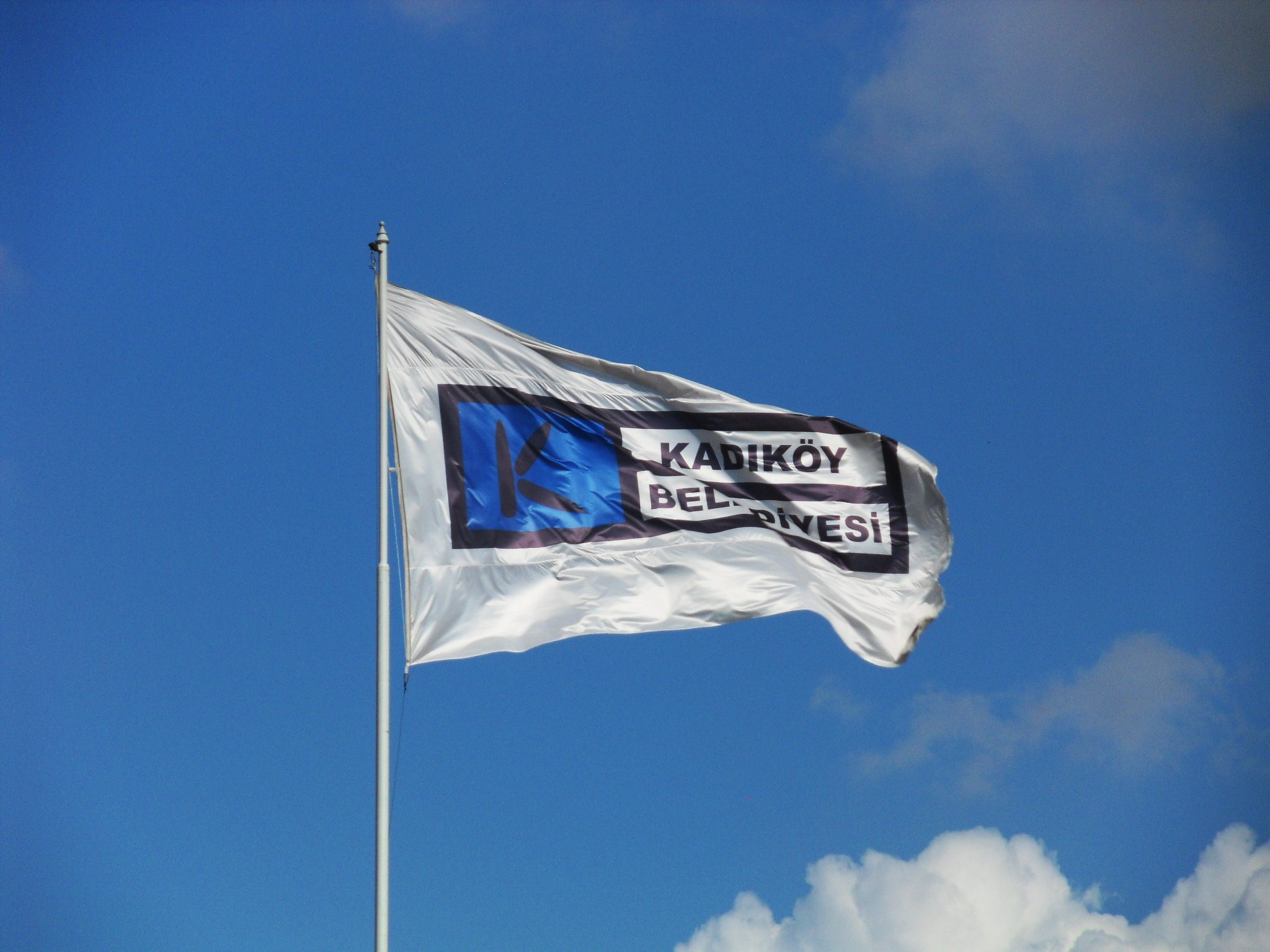
Флаг Кадыкёйского муниципалитета, развевающийся на площади Кадыкёй
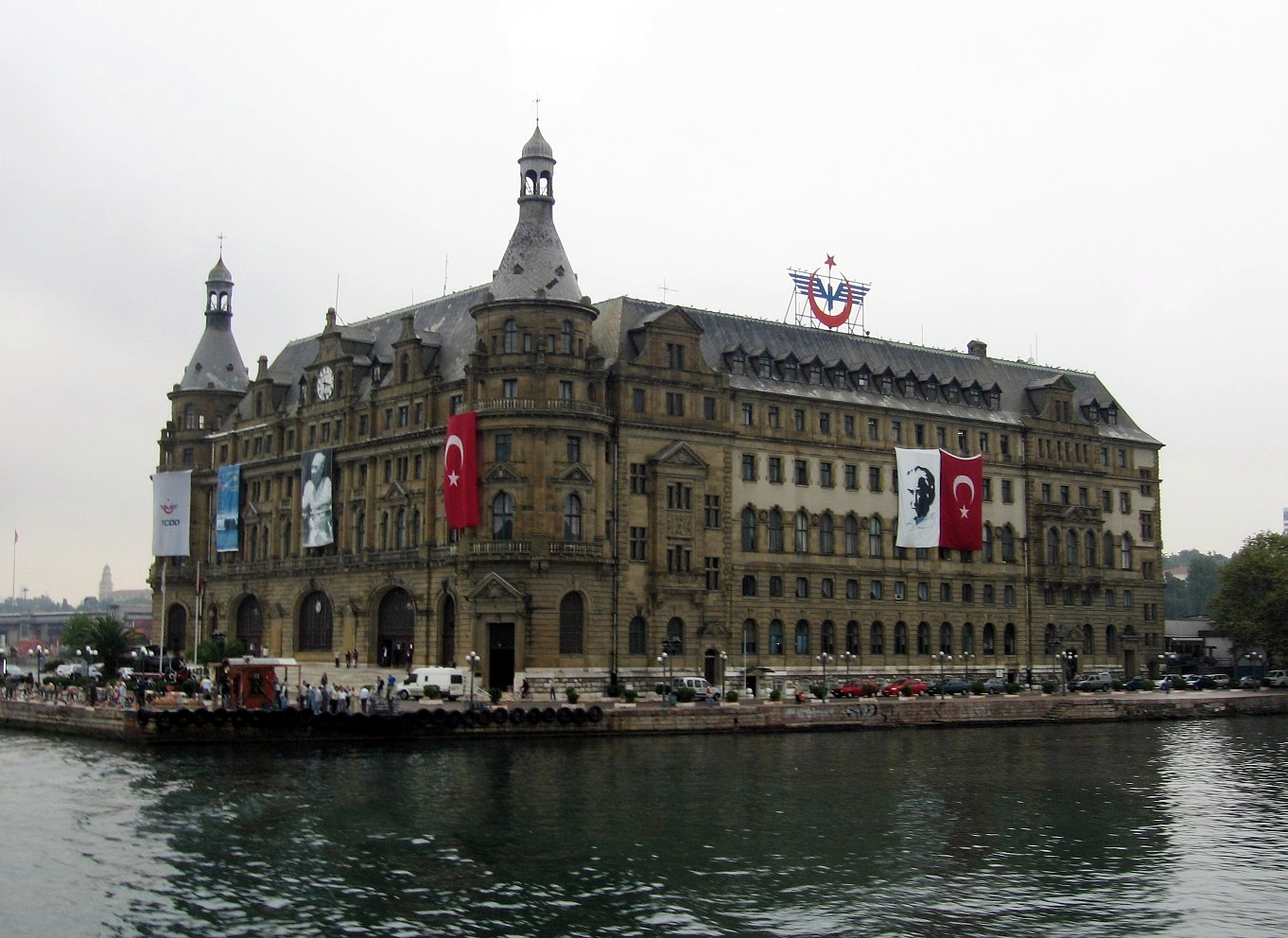
Вокзал Хайдарпаша Турецкой железной дороги
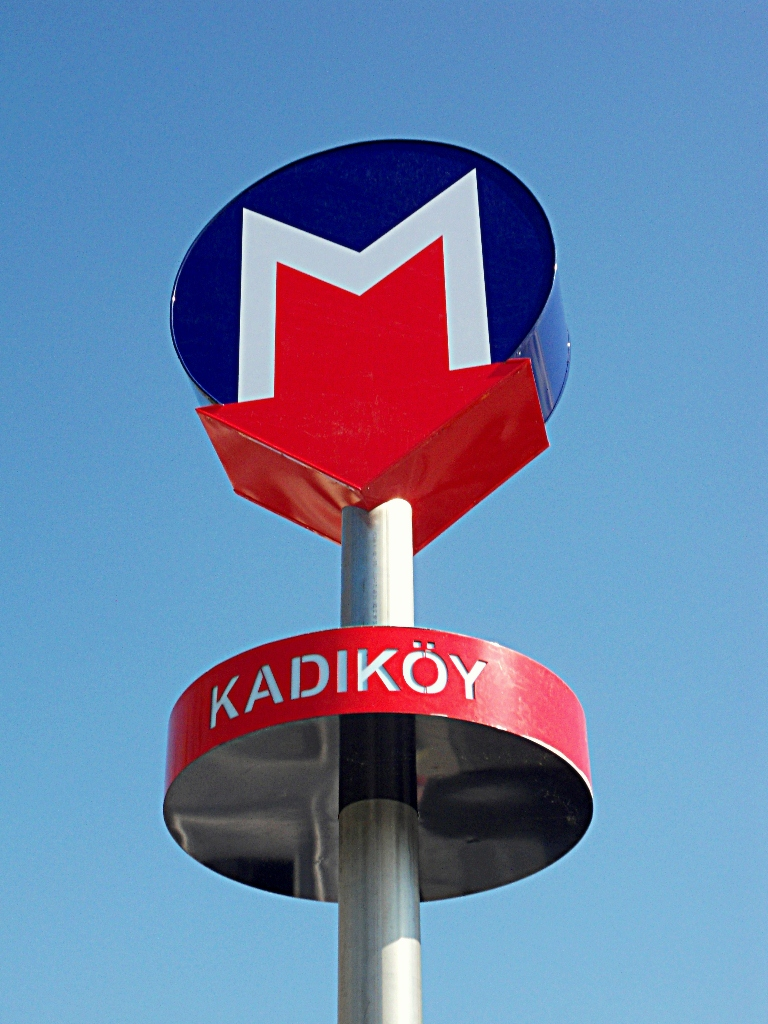
Знак метро в Кадыкёе
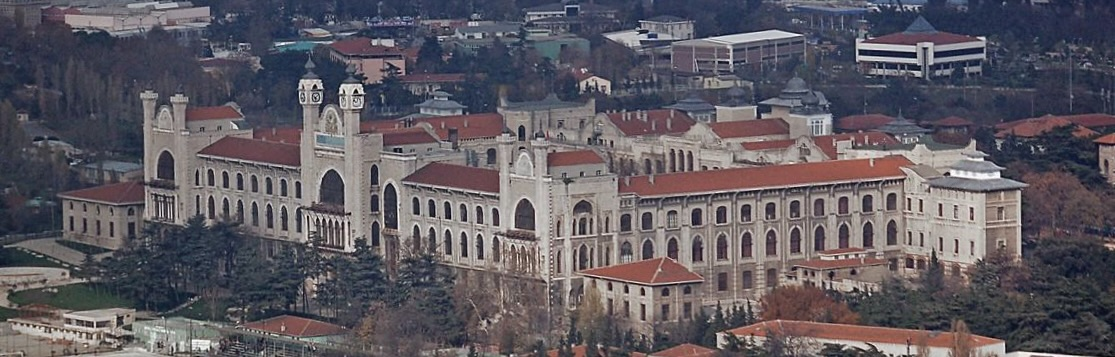
Кампус Хайдарпаша университета Мармара
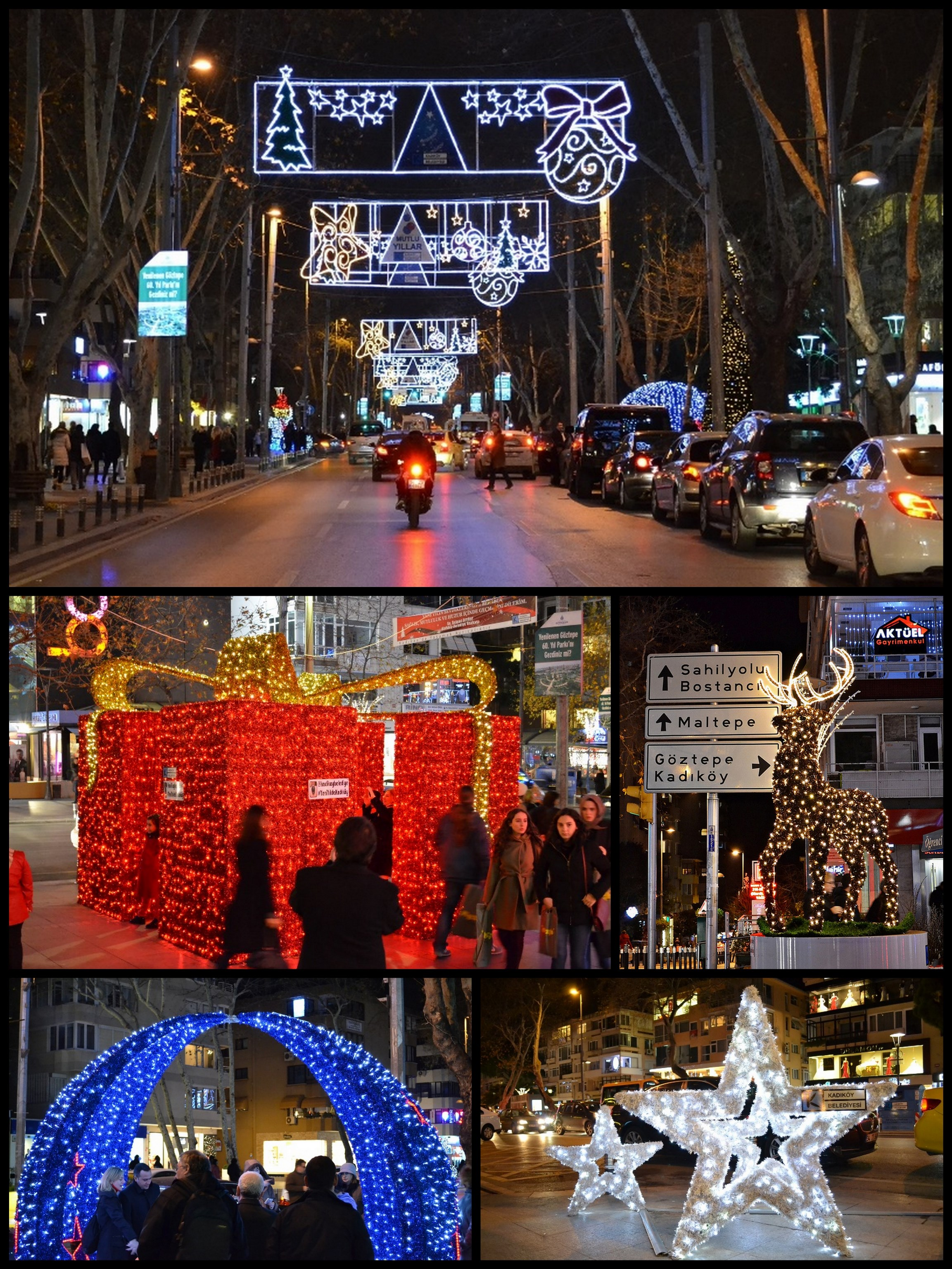
Различные новогодние украшения в Кадыкёе
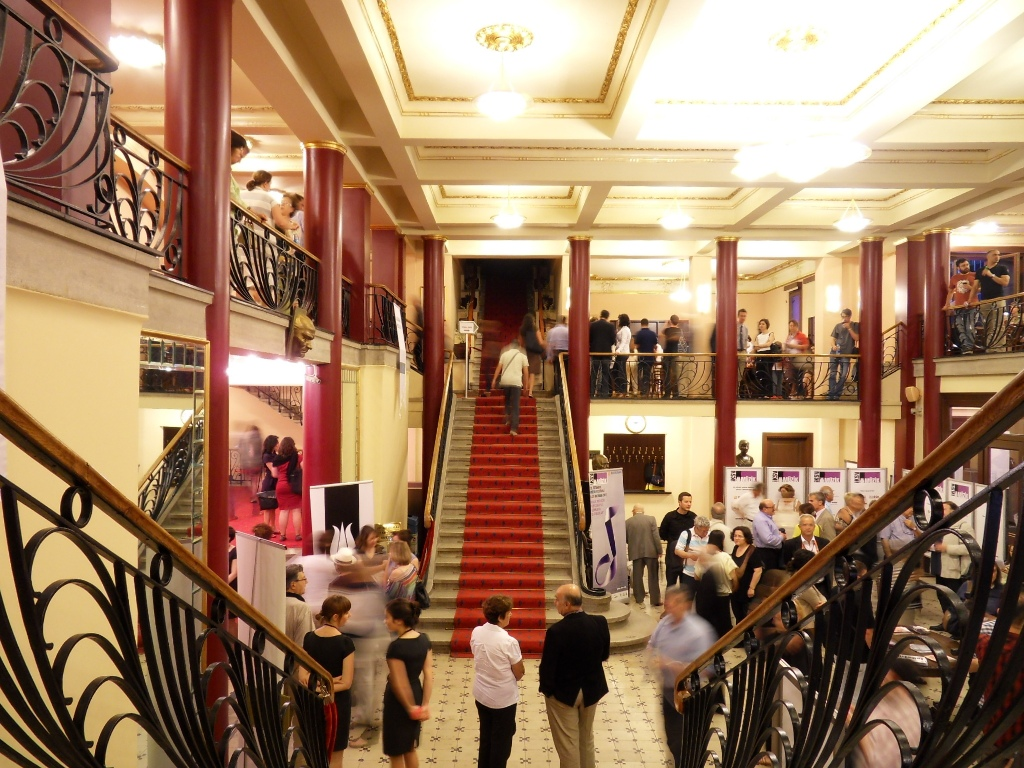
Оперный театр Сюрейя
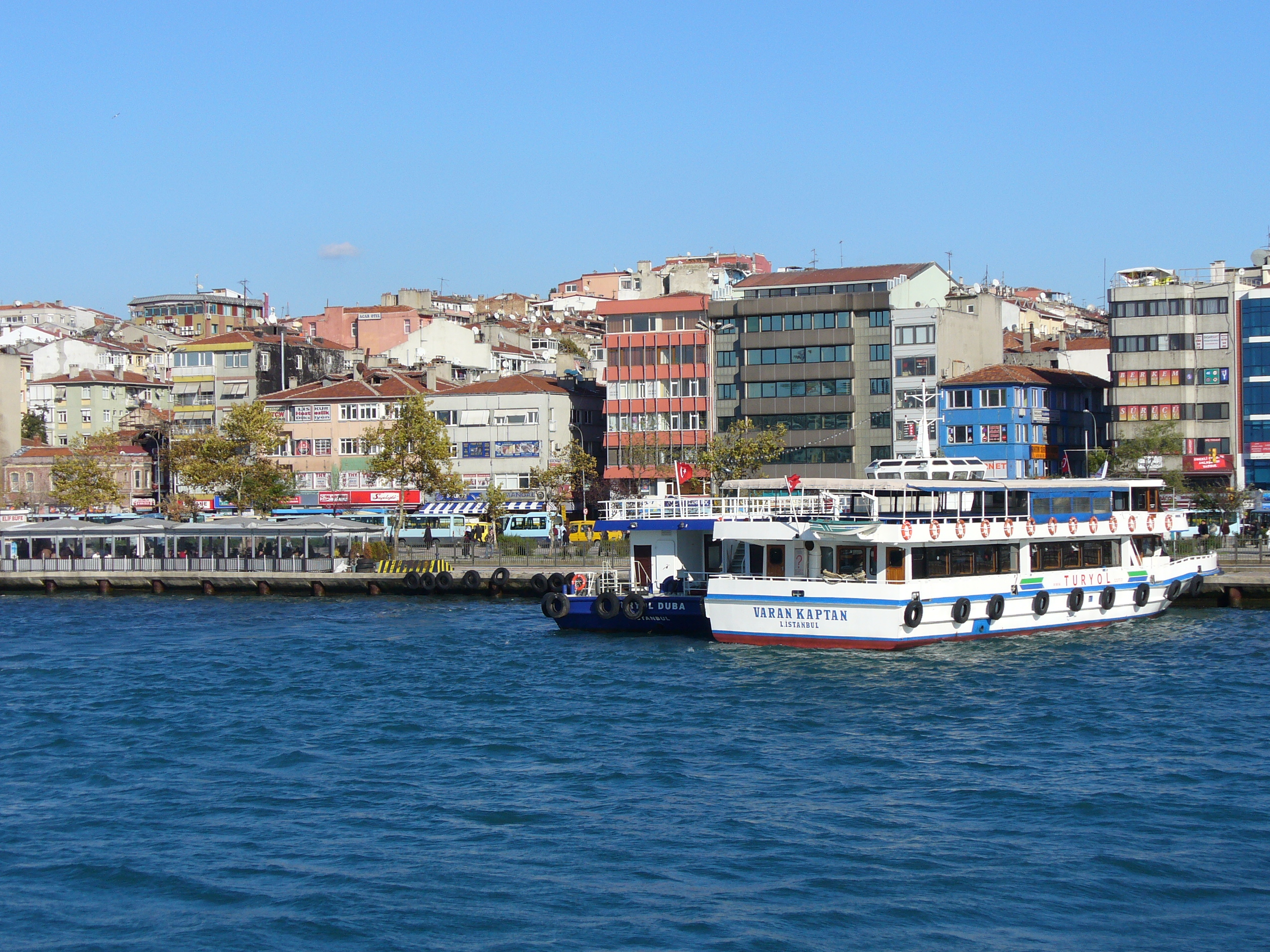
Вид на гавань в Кадыкёе, снятый с парома в Мраморном море
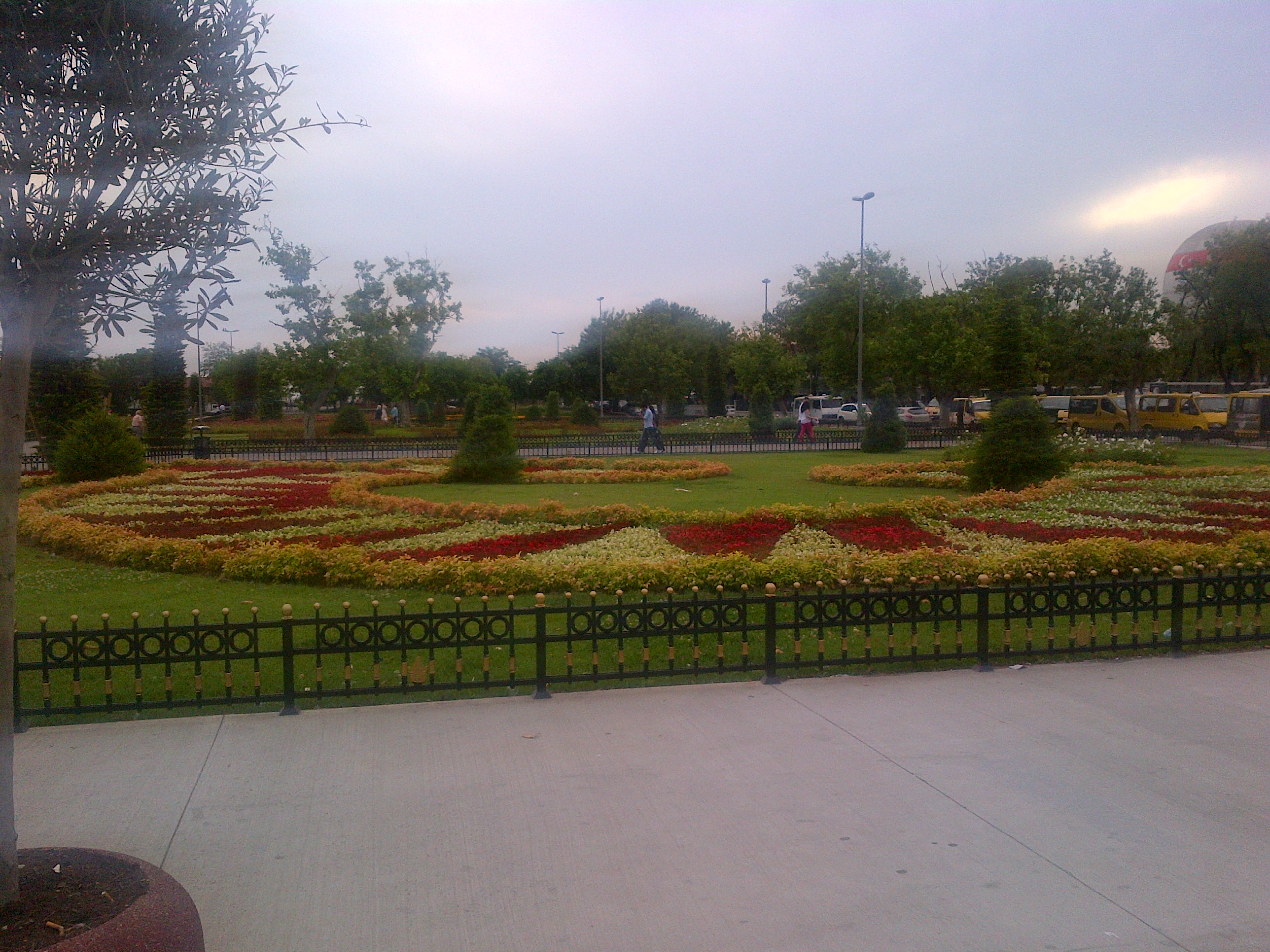
Парк в Кадыкёе на месте бывшего автовокзала